# 683. pehotni polk (Wehrmacht)
Za druge 683. polke glejte 683. polk.
683. pehotni polk (izvirno nemško Infanterie-Regiment 683) je bil eden izmed pehotnih polkov v sestavi redne nemške kopenske vojske med drugo svetovno vojno.

## Zgodovina
Polk je bil ustanovljen 15. novembra 1940 kot polk 14. vala na področju Heidenheima iz osebja 525. in 527. pehotnega polka ter dodeljen 335. pehotni diviziji.
15. oktobra 1942 je bil polk preimenovan v 683. grenadirski polk.